# Betlán
Betlán (oficialmente en occitano: Betlan) es una población del municipio de Viella y Medio Arán que cuenta con 31 habitantes, situado en la comarca del Valle de Arán en el norte de la provincia de Lérida (España). 
Dentro del Valle de Arán forma parte del tercio de Marcatosa.
Se encuentra a una altitud de 1041 metros, situado en el margen derecho del río Garona, se accede partiendo de la carretera N-230 cerca de la población de Aubert.

## Geografía humana

### Demografía
| Gráfica de evolución demográfica de Betlán entre 1842 y 1960 |
| |
| Población de derecho según los censos de población del INE Población de hecho según los censos de población del INEEntre el censo de 1857 y el anterior, crece el término del municipio porque incorpora a 255038 (Aubert), 255244 (Mont), 255248 (Montcorbau) Entre el censo de 1970 y el anterior, este municipio desaparece porque se integra en el municipio 25243 (Viella Mitg Arán) |

## Monumentos y lugares de interés
- Iglesia de San Pedro, de estilo románico, del siglo XI.[6]